# Ottawa (Illinois)
Ottawa – miasto w Stanach Zjednoczonych, w stanie Illinois, siedziba administracyjna hrabstwa LaSalle.